# Aqua Appia
Aqua Appia var den första egentliga akvedukten i Romarriket. Den konstruerades av Appius Claudius Caecus år 312 f.Kr. Aqua Appia leddes genom Porta Maggiore fram till Forum Boarium.
Fram till början av 300-talet f. Kr. hade romarna nöjt sig med att ta sitt vatten från Tibern. Då började vattnet tryta och sannolikt ansågs kvaliteten vara för dålig. 

## Bygget

### Initiativet
Censorn Gaius Plautius Venox fick i uppdrag att hitta nytt vatten vilket han också gjorde.
Censorn Appius Claudius Caecus fick uppdraget att bygga en akvedukt eftersom han redan var i färd med att bygga Via Appia. Han började bygga 312 f. Kr. När hans ämbetstid gick ut var akvedukten inte klar och han vägrade därför att avgå och kvarstannade till dess akvedukten var klar.

### Källan
Källan låg 24 meter över havsnivån på 20 meters djup. Det exakta läget är i dag oklart men det borde ha varit nära Via Praenestinas sjunde och åttonde milstenar.

### Sträckning
Akvedukten gick under markytan och kom till Rom nära Spes och passerade Aventinen fram till Clivus Publicius i södra delen av Forum Boarium. I jämförelse med senare akvedukter var den enkel. Den hade ingen bassäng och gick fullständigt under jorden i 16 kilometer bortsett från en sträcka mellan Caelius och Aventinen nära östra delen av Circus Maximus. Ett skäl till att den drogs under jorden kan ha varit av säkerhetsskäl eftersom den då var svår att skära av vid en belägring.

## Reparationer
Trots sitt goda rykte läckte akvedukten och fordrade ständigt underhåll. Aqua Appia reparerades av kung Ancus Marcius mellan 144 och 140 f.Kr. och senare av Agrippa och sist av Augustus mellan 22 och 4 f. Kr..

## Lutning
Aqua Appias huvudyfte var att tillhandahålla färskt dricksvatten över 16,2 kilometer med ett fall till 15 meter. Denna lutning på nio meter eller 0,05 % är minsta fall enligt Vitruvius. Akvedukten medförde därför betydanade problem för den tidens ingenjörer.

## Aqua Appias betydelse
Det tycks emellertid antagligt att den främsta orsaken till byggandet av Aqua Appia var den ökande kommersiella betydelsen av Forum Boarium. Norra delen av Forum Boarium fick vatten från källan vid Lupercal medan södra delen saknade vatten.
Av de 14 stadsdelar som fanns under Augustus tid fick sju sitt vatten från Aqua Appia, nämligen Caelus, Forum Romanum, Circus Flaminius, Circus Maximus, Piscina Publica, Aventinen och Transtiber.